# Henry L. Fuqua

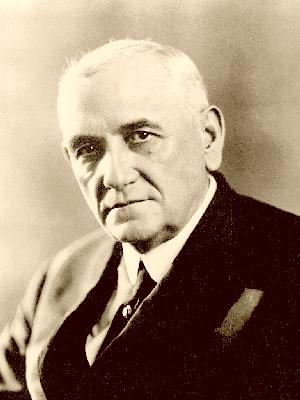
Henry L. Fuqua

Henry Luse Fuqua (* 8. November 1865 in Baton Rouge, Louisiana; † 11. Oktober 1926 ebenda) war ein US-amerikanischer Politiker und von 1924 bis 1926 Gouverneur des Bundesstaates Louisiana.

## Frühe Jahre und politischer Aufstieg
Henry Fuqua besuchte das Magruder’s Collegiate Institute und die Louisiana State University. Danach war er für eine kurze Zeit bei einer Eisenbahngesellschaft angestellt, anschließend war er als Händler tätig.  Schließlich baute er sich in Baton Rouge ein eigenes Eisenwarengeschäft auf, das er zwischen 1883 und 1922 betrieb.
Henry Fuqua war Mitglied der Demokratischen Partei. Neben seiner Tätigkeit in seiner Eisenwarenfirma war Fuqua von 1916 bis 1924 Leiter der Strafanstalt von Louisiana. In dieser Eigenschaft entließ er den größten Teil der alten Wachmannschaft und ersetzte sie durch Wachen, die das Vertrauen der Häftlinge hatten. Dadurch wurde ein Teil der Spannungen in der Anstalt abgebaut. Er schaffte auch die Streifen auf den Sträflingsuniformen ab. Im Jahr 1922 wurde die Anstalt durch Zukauf vergrößert. Am 22. April 1924 wurde Fuqua als Kandidat seiner Partei zum neuen Gouverneur seines Staates gewählt.

## Gouverneur von Louisiana
Henry Fuqua trat sein neues Amt am 19. Mai 1924 an. Als Gouverneur setzte er den von seinem Vorgänger John Milliken Parker begonnenen Kampf gegen den einflussreichen Ku-Klux-Klan fort. Zu diesem Zweck wurde das Tragen von Masken unter Strafe gestellt und Verbrechen, die mit einer Maske verübt wurden, wurden härter bestraft. Ausgenommen von diesem Maskenverbot war natürlich der in New Orleans unter dem Namen Mardi Gras bekannte Karneval. Ansonsten wurde der Haushalt für die Louisiana State University erhöht und das Straßennetz des Staates ausgebaut. Die Vergabe der Konzession einer Brücke über den Lake Pontchartrain an die vom früheren Gouverneur Jared Y. Sanders vertretene Watson-Williams-Gruppe löste innenpolitische Diskussionen aus. Gouverneur Henry Fuqua verstarb am 11. Oktober 1926 noch während seiner Amtszeit und Vizegouverneur Oramel H. Simpson musste die angebrochene Amtszeit beenden. Mit seiner Frau Laura Matta hatte er zwei Kinder.